# Assedio di Bad Kreuznach
L'Assedio di Bad Kreuznach fu un assedio mosso alla città tedesca di Bad Kreuznach nell'ambito della guerra dei trent'anni, combattuta tra le forze dell'Elettorato palatino e quelle dell'Impero spagnolo. L'armata delle Fiandre, guidata da don Ambrogio Spinola, si antepose subito dopo lo scoppio della guerra alle truppe di Federico V del Palatinato in quella che divenne nota come fase palatina della guerra in corso. L'armata delle Fiandre era una esercito multinazionale al servizio del re di Spagna e rimase di base nei Paesi Bassi spagnoli dal XVII al XVIII secolo. Le truppe del generale Spinola attaccarono Bad Kreuznach e circondarono la guarnigione locale. La città venne quindi liberata dietro giuramento di non più ribellarsi al Sacro Romano Impero.

## Antefatto
La guerra dei trent'anni era iniziata nel 1618 con la rivolta della Boemia, quando le autorità locali offrirono il trono boemo al protestante Federico V del Palatinato. Questi accettò e iniziò così un conflitto tra l'Unione Protestante guidata da Federico e i cattolici Asburgo. Due anni dopo lo scoppio della guerra la situazione aveva apparentemente raggiunto un fermo, ma in realtà le manovre diplomatiche degli Asburgo stavano cercando di isolare Federico con l'entrata nel conflitto della Spagna.
Nell'agosto del 1620, il generale Spinola con 25 000 soldati dell'armata delle Fiandre iniziò la sua marcia da Bruxelles ed all'inizio di settembre entrò nel Basso Palatinato, conquistando Bad Kreuznach, Oppenheim ed il distretto di Bergstraße; il 1º ottobre entrò infine a Bacharach.
Dal momento che l'elettore palatino non aveva ancora dato il via alle ostilità contro la Spagna, il generale Spinola tentò di occupare le principali città del Palatinato tempestivamente ma in maniera pacifica per quanto possibile. L'8 settembre lo Spinola marciò col suo esercito contro le forze del Palatinato, attestate non molto distante da Oppenheim. A mezzanotte ordinò al suo maresciallo di campo don Carlos II Coloma, al comando di due tercios di fanteria con circa 5000 soldati e 300 cavalieri, di prendere la città di Kreuznach, una piazzaforte importante per la presenza di un ponte fortificato sul fiume Nahe e che disponeva anche di un castello locale che sovrastava l'area.

## L'assalto
Don Carlos Coloma giunse con le sue truppe ai cancelli della città la sera del 10 settembre ed inviò degli emissari alle autorità cittadine dicendo che se si fossero arresi e sottomessi all'autorità dell'imperatore Ferdinando II del Sacro Romano Impero, avrebbero ottenuto una resa onorabile. Di fronte alle esitazioni dei difensori, Coloma diede l'ordine di spiegare quattro cannoni contro le mura della città e diede ordine alle proprie truppe di spostarsi nei pressi del portale d'ingresso alla città per lanciare un eventuale assalto.
I difensori di Kreuznach, le cui forze consistevano in tre compagnie di fanteria ed una di cavalleria, decisero di reagire sparando alcuni colpi di moschetto dal castello locale. Le forze spagnole, in perfetta formazione, risposero aprendo il fuoco coi loro cannoni. Alcuni minuti dopo, la guarnigione decise di consegnare le chiavi della città agli spagnoli. L'esercito delle Fiandre catturò tutti i cavalli e le armi dei soldati palatini dopo il giuramento di fedeltà di questi ultimi agli imperiali.

## Conseguenze
Dopo la caduta di Kreuznach, Spinola continuò la marcia col suo esercito nel Palatinato verso Alsheim, una delle principali città della regione, e la catturò in quello stesso giorno. Quattro giorni dopo, il 14 settembre, Spinola, prese Oppenheim senza troppe difficoltà.